# 騎兵隊の休止
『騎兵隊の休止』 （きへいたいのきゅうし、露〔原題〕: Привал кавалерии, 仏: Halte de Cavalerie） は、1896年にロシアで初演された、イワン・アルムスゲイメル作曲、マリウス・プティパ振付・台本による1幕物のバレエ作品である。

## 概要
『ライモンダ』 に続き、劇場支配人フセヴォロシスキーの下でプティパが手がけた作品である。自身の長女で帝室バレエ団のキャラクテール・ダンサーであったマリヤ・プティパの在職25周年を記念する祝賀公演の目玉として作られた。物語にマリー、テレサの2人の娘を設定し、キャラクテールと純粋なクラシック・スタイルのバレリーナをそれぞれ充てることで、2人があたかも競演するような構成となっている。
クラシック・ダンスのテレサ役にもキャラクテールに近い動きが取り入れられており、77歳であったプティパの円熟を示す作品と位置付けられている。テレサ役の初演はテクニックのあるピエリーナ・レニャーニが踊った。
本作品は初演から2年10ヶ月後にはモスクワのボリショイ劇場で演じられるなど、10年間のうちにロシア内外で200回以上の上演を重ねた。プティパ自身も回想録の中で成功作の一つに挙げている。

## あらすじ
| 役名                | 初演者                 | 初演者                          |
| ------------------- | ---------------------- | ------------------------------- |
| 村の長              | V=S・ギレル            | 〔Виктор-Станислав Ф. Гиллер〕  |
| マリー 〔村長の娘〕 | マリヤ・プティパ       | マリヤ・プティパ                |
| テレサ              | ピエリーナ・レニャーニ | ピエリーナ・レニャーニ          |
| ピエール            | パーヴェル・ゲルト     | パーヴェル・ゲルト              |
| 騎兵大佐            | S・ルキヤノフ          | 〔Сергей Иванович Лукьянов〕    |
| 騎兵大尉            | A・ベケフィ            | 〔Альфред Фёдрович Бекефи〕     |
| 騎兵将校            | I・クシェシンスキー    | 〔Иосиф Феликсович Кшесинский〕 |
| 騎兵少尉            | S・レガート            | 〔Сергей Густавович Легат〕     |

オーストリアのとある村で、男たちが朝の仕事に出掛けようとしている。マリーとテレサは共にピエールを慕っており、仕事帰りに密会しようとピエールに合図のリボンを手渡す。男たちは野良へ出て行き、女たちは家の中に戻る。愛想良く2人からリボンを受け取ったピエールは立ち止まり、どちらに応えるべきか決めかねている。テレサに一瞬意思表示をしたところをマリーに見られ、小さな悶着が起きる。
そこへ突如、騎兵隊の一群が進駐してくる。ピエールは捕えられ、目隠しをされ納屋に閉じ込められてしまう。騎兵の大佐はマリーを見て彼女の気を惹こうと立ち回り、ついにマリーは接吻を許してしまう。それを見た兵隊たちは2人が結ばれるものと思い、村の女たちと祝福する。ピエールは納屋から辛うじて逃げ、男たちに知らせに走る。
村の男たちが戻ってくることを察知して隊に緊張が走る。危険を感じた大佐は女たちに箒や農具を持たせ、騎兵に対抗しているように見せかける。そして戻ってきた村長に対して、マリーが本当に愛する者と結ばれるならば、持参金を進呈しようと持ちかける。マリーはそれを聞いて、迷わずピエールの胸に飛び込む。大佐は観念したように納得し、約束通り持参金を手渡す。ワインが注文され、和やかな雰囲気の中で、2人の婚約を祝って宴会が始まる。

## 文献
- Beaumont, Cyril W., Complete Book of Ballets, 1949, Putnam, pp.546-548.